# 佛山有轨电车
佛山市规划现代有轨电车线路共19条线，线路总规模约431.3公里，站点总数约为462座，平均站间距约970米。佛山市轨道交通建设规划确定全市有轨电车实行“统一规划、分区建设、统一运营”的标准。

## 营运中

### 高明有轨电车
高明有轨电车1号线（线路代码为TGM1）位于佛山市高明区荷城街道辖区内，基本呈南北走向。线路长约6.57km，首期共设车站10座。高明有轨电车在2019年11月29日举办上线启动仪式，但尚未载客运营，经过有关部门验收合格并审批同意后，2019年12月30日，正式载客运营。2024年8月6日，因设备检修，暂停运营。

### 南海有轨电车1号线
南海有轨电车1号线西起广佛线𧒽岗站，东至林岳东站。线路全长14.345公里，其中高架线7.619公里，地面线2.641公里（其中利用现有道路桥梁1.060公里），地下线3.725公里，过渡段0.280公里；全线共设15个站，其中地下站4座，地面站3座，高架站8座。南海有轨电车1号线首通段（𧒽岗站－三山新城北站）于2021年8月18日开始试运营，剩余段于2022年11月29日开通。

## 建设中

### 南海里水有軌電車
南海里水有轨电车是中国广东省佛山市南海区里水镇的一项有轨电车项目，將可轉乘建设中的广州地铁12号线和规划中的佛山地铁8号线等线路。线路已于2020年12月27日正式动工。南海區有軌電車裏水示範段工程起於里湖新城規劃中軸線（環鎮北路），經工業路、里廣路，止於里橫路站，線路全長約9.9公里，共設14座車站，均為地面敷設，其中與地鐵換乘站3座。

## 规划中

### 南海狮山有轨电车T1线
根据南海区狮山镇的有关规划，镇内将设有5条有轨电车线路，总长77公里。2021年8月，狮山镇启动有轨电车T1线一期工程的前期工程咨询招标。一期起于南海人民医院，终于体育公园，线路长度约9.3公里。该线同时为南海区区级有轨电车规划中的T3线，拟使用悬挂式单轨铁路制式，目前正处于前期方案研究阶段。